# Xã White, Quận Polk, Arkansas
Xã White (tiếng Anh: White Township) là một xã thuộc quận Polk, tiểu bang Arkansas, Hoa Kỳ. Năm 2010, dân số của xã này là 1.976 người.